# Села-при-Айдовцу
Села-при-Айдовцу (словен. Sela pri Ajdovcu) — поселення в общині Жужемберк, регіон Південно-Східна Словенія, Словенія. Висота над рівнем моря: 484,6 м.